# Mouvement européen en Belgique
Europese Beweging-België
Le Mouvement européen en Belgique (MEB) est la branche belge du Mouvement européen international. Le MEB est une association sans but lucratif (ASBL) bilingue ouverte à toutes les personnes et associations qui soutiennent l’intégration européenne, le MEB œuvre pour la promotion d’une Europe unie, démocratique et proche de ses citoyen(ne)s depuis 1949. Dans cette perspective, il s’engage à informer et donner la parole sur l’Europe et à contribuer au développement d’une conscience européenne. L'organisation, est ouverte à tous les individus, organisations et entreprises qui soutiennent l'intégration européenne.
Soutenu par ses membres issus de tous les horizons professionnels, culturels et politiques, le MEB est une organisation indépendante et autonome, dont le siège est à Bruxelles non loin du rond-point Robert Schuman qui accueille les institutions de l'Union européenne .

## Histoire
Le Mouvement européen international a été fondé en 1948 par les pionniers de l’Europe tels que Winston Churchill, Konrad Adenauer et Alcide de Gasperi. Des hommes politiques et des idéalistes se sont rassemblés au Congrès de la Haye avec l’objectif ambitieux de préserver l’Europe. Ce congrès historique a été une des initiatives prises pour bannir définitivement la guerre et la division de notre continent et pour veiller à la paix, la stabilité et la coopération.
Le Conseil belge du Mouvement européen, fondé en 1949 sous l'inspiration de Paul-Henri Spaak et Jean Rey a connu beaucoup de succès pendant des années[réf. nécessaire].
Cependant, une situation financière difficile et l’élection du Parlement européen au suffrage universel en 1979 (qui apparaissait pour certains comme le relais idéal entre la Communauté et ses citoyens) amenèrent le MEB au sabordage. Au début des années 80, l’association fut dissoute dans un contexte où l’idée européenne avait bien progressé et où sa fonction d’inciter les autorités et les peuples belges à adopter une attitude pro-européenne était moins nécessaire.
En 1992, dans la foulée des référendums danois et français sur le traité de Maastricht, le Mouvement Européen en Belgique a été relancé par quelques personnalités comme notre défunt président d’honneur Willy De Clercq, après la constatation de l’existence d’un fossé grandissant entre l’intégration européenne et l’opinion publique.

## Activités
Le MEB organise différentes activités qui ont toutes des caractéristiques communes. Le but est toujours de susciter le débat sur l’Union européenne et la forme a toujours un aspect éducatif ou de sensibilisation. Les jeunes jouent souvent un rôle majeur. Le comité jeune du MEB, JEF Belgique, organise également ses propres activités. Leurs activités se déroulent principalement dans les villes universitaires belges de Louvain, Gand, Bruxelles, Bruges, Louvain-La-Neuve et Liège.
Pour atteindre ses objectifs, l'EMB a organisé et organise un programme diversifié et des activités accessibles à un large public à travers la Belgique. Ces événements comprennent et ont inclus :
- Des soirées culturelles, dites « Découverte Europe », sur les États membres et candidats à l’UE  ;
- des débats publics avec des personnalités belges et européennes, sur des questions liées à l'actualité interne de l'Union européenne mais aussi sur des questions liées à son élargissement, son rôle dans le monde, etc. ;
- le rallye des découvertes « Bruxelles, Capitale de l’Europe » ;
- des visites d’expositions ;
- des animations interactives lors de la fête de l’Europe ;
- des weekends portes ouvertes dont celui de Val Duchesse pour commémorer les 50 ans du Traité de Rome (20 000 visiteurs) ;
- « Café Europe », soirées de débat sur des questions européennes.

En partenariat avec le Comité jeune, les Jeunes Européens fédéralistes, le MEB met également en place toute une série d’activités pour les jeunes :
- Des week-ends de formation sur l’Europe ;
- Des séjours ludiques « Destination Europe », visite des institutions européennes à Bruxelles, Strasbourg et Luxembourg ;
- des concours de débats inter-scolaires ;
- des cours interactifs sur l’actualité européenne ;
- des séminaires internationaux.

Le Mouvement européen en Belgique participe aux activités du Mouvement européen international.

## Structure et organisation
Le Mouvement européen en Belgique est un des 42 conseils nationaux du Mouvement européen international. En tant qu’organisme sans but lucratif, le MEB dépend des cotisations des membres, des sponsors privés et des subventions des institutions gouvernementales qui sont tous en faveur de la coopération européenne.
Il est composé d’une Assemblée générale, d’un Bureau et d’un Conseil d’administration qui se réunit tous les deux mois.
Le MEB est aujourd’hui présidé par Wouter BEKE (MEP, CD&V).  Il a reprise la présidence de Hilde Vautmans MEP, femme politique belge et membre du Parlement Européen pour l'Open VLD.  Elle succède ainsi à Tom Vandenkendelaere, ancien MEP, Olivier Hinnekens, Anne Van Lancker, ancienne députée européenne (groupe socialiste) et  Charles-Ferdinand Nothomb (ancien ministre d'État). 
Membres du Bureau en 2025 (depuis 25 Juin) : 
- Président : Wouter BEKE;
- vice-président (NL) : Gino DEHULLU ;
- secrétaire général : Ruben LOMBAERT.

Membres du conseil d'administration en 2025 : 
- Lisseth Dubraska PÉREZ PEÑALVER ;
- Mathieu VUYLSTEKE ;
- Philippe ADRIAENSSENS ;
- Gilles PITTOORS ;
- Pierre DEHALU ;
- Isabelle KLETZLEN ;
- Renato SALLUSTIO;
- Jean-Louis HANFF.

## Réferences
1. ↑   Mouvement européen en Belgique, auteur aan Citizens for Europe. Citizens For Europe 2022-05-17.